# シャーロット・シェフィールド
シャーロット・シェフィールド（Charlotte Sheffield、1936年9月1日 - 2016年4月15日）は、アメリカ合衆国の女優・モデル。

## 経歴
1936年9月1日、生まれる。父は州議会議員。しっかりした両親のもと、思いやり、奉仕、知恵の原則を身に着ける。
1956年4月6日、ユタ大学在学中、現地のミスコンMiss Liberty優勝。大学ではLambda Delta SigmaおよびDelta Phi Dream Girlメンバー。主専攻は言語学、副専攻は音楽。
1956年、ソルトレイクシティを代表してMiss Utah USAに出場。優勝。州を代表してMiss USAに出場。準優勝。このとき優勝したメアリー・レオナ・ゲージ（Mary Leona Gage, 当時18歳）は既婚で二人の子持ちであることが発覚、ミス・ユニバース1957を失格になった。シャーロットはMiss USAに昇格したが、ミス・ユニバースの予選はすでに終わっていたので出場できなかった。同じ年のミス・ワールド1957に出場するが入賞はかなわなかった。
その後、モルモンタバナクル合唱団の団員を10年近く務めるほか、多くの演劇や映画に出演する。チェコスロバキアのシュコダ・オートの広告モデルとして鉄のカーテンの向こうに仕事をしに行ったこともある。 
2016年4月15日、白血病の持病があった彼女はレジオネラとの短い闘病の後死去。享年79。

## 私生活
1958年、裕福で有名な男性のモーションを退け、モルモン教のバックグラウンドを共有する勤勉な地元出身の男性と結婚。夫妻は8人の子供を育てる。その後離婚するが、彼女は独身を貫いた。2016年、彼女の死去の時点で54人の孫と20人のひ孫がいた。